# جورج مونك، دوق ألبيمارل الأول
جورج مونك، دوق ألبمارل الأول (6 ديسمبر 1608 - 3 يناير 1670) كان جنديًا إنجليزيًا، قاتل على كلا الجانبين أثناء حروب الممالك الثلاث. كان شخصية عسكرية بارزة في ظل الكومنولث، وكان دعمه حاسمًا لاستعادة تشارلز الثاني للسلطة في عام 1660، الذي كافأه بلقب دوق ألبيمارل ومناصب عليا أخرى.

## نشأته
وُلِد مونك في 6 ديسمبر 1608 في ملكية عائلة بوثيريدج في ديفون، وهو الابن الثاني للسير توماس مونك (1570-1627) وإليزابيث سميث، ابنة السير جورج سميث، عمدة إكستر ثلاث مرات ويُعرف بأنه أغنى رجل في إكستر. وكان من بين أشقائه شقيقه الأكبر توماس (توفي عام 1647) وشقيقه الأصغر نيكولاس مونك (1609-1661)، الذي أصبح لاحقًا أسقف هيريفورد ورئيس كلية إيتون.